# Herrarnas 30 kilometer fristil vid juniorvärldsmästerskapen i nordisk skidsport 2022
Herrarnas 30 kilometer masstart i fristil vid juniorvärldsmästerskapen i nordisk skidsport 2022 hölls den 22 februari 2022 i Lygna i Norge. Tävlingens samtliga medaljörer var från Ryssland; Alexander Ivshin som guldmedaljör, Saveliy Korostlev som silvermedaljör och Nikita Denisov som bronsmedaljör.

## Resultat
Tävlingen startade 15:00 lokal tid (UTC+1).
| Placering | Land           | Namn                   | Tid       | Diff.     | Notering        |
| --------- | -------------- | ---------------------- | --------- | --------- | --------------- |
| 1         | Ryssland       | Alexander Ivshin       | 1:12.47,9 |           |                 |
| 2         | Ryssland       | Saveliy Korostlev      | 1:12.56,0 | + 8,1     |                 |
| 3         | Ryssland       | Nikita Denisov         | 1:12.59,9 | + 12,0    |                 |
| 4         | Ryssland       | Nikita Rodionov        | 1:13.47,1 | + 59,2    |                 |
| 5         | Kanada         | Xavier McKeever        | 1:14.02,4 | + 1.14,5  |                 |
| 6         | Norge          | Henrik Kvennaas        | 1:14.06,0 | + 1.18,1  |                 |
| 7         | Kanada         | Thomas Stephen         | 1:14.06,8 | + 1.18,9  |                 |
| 8         | Finland        | Niko Anttola           | 1:14.21,2 | + 1.33,3  |                 |
| 9         | Schweiz        | Fabrizio Albasini      | 1:14.50,2 | + 2.02,3  |                 |
| 10        | USA            | Michael Earnhart       | 1:15.21,4 | + 2.33,5  |                 |
| 11        | Schweiz        | Antonin Savary         | 1:15.29,8 | + 2.41,9  |                 |
| 12        | Sverige        | Erik Larsson           | 1:15.40,4 | + 2.52,5  |                 |
| 13        | Finland        | Alexander Stahlberg    | 1:15.40,8 | + 2.52,9  |                 |
| 14        | Italien        | Elia Barp              | 1:15.58,4 | + 3.10,5  |                 |
| 15        | Frankrike      | Mathis Desloges        | 1:16.24,9 | + 3.37,0  |                 |
| 16        | USA            | Brian Bushey           | 1:16.34,4 | + 3.46,5  |                 |
| 17        | Kanada         | Derek Deuling          | 1:16.39,9 | + 3.52,0  |                 |
| 18        | Kanada         | Sasha Masson           | 1:16.46,8 | + 3.58,9  |                 |
| 19        | Finland        | Veeti Pyykko           | 1:17.07,5 | + 4.19,6  |                 |
| 20        | Sverige        | Edvin Anger            | 1:17.42,8 | + 4.54,9  |                 |
| 21        | Frankrike      | Luc Primet             | 1:17.57,0 | + 5.09,1  |                 |
| 22        | Sverige        | Carl Rune              | 1:17.59,5 | + 5.11,6  |                 |
| 23        | Tyskland       | Kilian Koller          | 1:18.18,2 | + 5.30,3  |                 |
| 24        | Kazakstan      | Yernur Bexultan        | 1:18.23,1 | + 5.35,2  |                 |
| 25        | Ukraina        | Volovymyr Aksiuta      | 1:18.31,5 | + 5.43,6  |                 |
| 26        | Norge          | Bjarte Bjertnæs        | 1:18.36,5 | + 5.48,6  |                 |
| 27        | Australien     | Hugo Hinckfuss         | 1:18.38,1 | + 5.50,2  |                 |
| 28        | Japan          | Sho Kasahara           | 1:18.38,8 | + 5.50,9  |                 |
| 29        | Japan          | Ikuya Takizawa         | 1:18.39,0 | + 5.51,1  |                 |
| 30        | Tjeckien       | Ondrej Pilar           | 1:18.48,9 | + 6.01,0  |                 |
| 31        | USA            | Walker Hall            | 1:18.49,6 | + 6.01,7  |                 |
| 32        | Lettland       | Edijs Eiduks           | 1:19.14,7 | + 6.26,8  |                 |
| 33        | Tyskland       | Luca Petzold           | 1:19.18,8 | + 6.30,9  |                 |
| 34        | Schweiz        | Pierrick Cottier       | 1:19.32,5 | + 6.44,6  |                 |
| 35        | Belarus        | Artsiom Kholad         | 1:19.33,1 | + 6.45,2  |                 |
| 36        | USA            | Alexander Maurer       | 1:19.36,8 | + 6.48,9  |                 |
| 37        | Norge          | Preben Horven          | 1:19.37,3 | + 6.49,4  |                 |
| 38        | Tjeckien       | Krystof Zatloukal      | 1:19.47,0 | + 6.59,1  |                 |
| 39        | Bulgarien      | Daniel Peshkov         | 1:19.50,6 | + 7.02,7  |                 |
| 40        | Tjeckien       | Daniel Oskar Hozak     | 1:20.03,5 | + 7.15,6  |                 |
| 41        | Lettland       | Lauris Kaparkalejs     | 1:20.24,5 | + 7.36,6  |                 |
| 42        | Tyskland       | Simon Jung             | 1:20,39   | + 7.52,0  |                 |
| 43        | Sverige        | David Lantto           | 1:20.41,8 | + 7.53,9  |                 |
| 44        | Spanien        | Martin Morales         | 1:20.42,4 | + 7.54,5  |                 |
| 45        | Slovakien      | Matej Horniak          | 1:20.44,0 | + 7.56,1  |                 |
| 46        | Finland        | Konsta Mantyvaara      | 1:20.45,4 | + 7.57,5  |                 |
| 47        | Japan          | Chikara Ozeki          | 1:20.49,5 | + 8.01,6  |                 |
| 48        | Kina           | Guoming Chen           | 1:20.50,7 | + 8.02,8  |                 |
| 49        | Polen          | Sebastian Bryja        | 1:20.51,3 | + 8.03,4  |                 |
| 50        | Kina           | Guoqiang Ma            | 1:21.00,9 | + 8.13,0  |                 |
| 51        | Kina           | Gulong Zeren           | 1:21.08,9 | + 8.21,0  |                 |
| 52        | Italien        | Andrea Zorzi           | 1:21.14,7 | + 8.26,8  |                 |
| 53        | Norge          | Magnus Thorstensen     | 1:21.25,1 | + 8.37,2  |                 |
| 54        | Japan          | Kanta Sakai            | 1:21.25,8 | + 8.37,9  |                 |
| 55        | Rumänien       | Petrica Florin Iftimie | 1:22.20,9 | + 9.33,0  |                 |
| 56        | Schweiz        | Isai Naef              | 1:22.23,3 | + 9.35,4  |                 |
| 57        | Liechtenstein  | Micha Buechel          | 1:22.23,6 | + 9.35,7  |                 |
| 58        | Storbritannien | James Slimon           | 1:22.23,8 | + 9.35,9  |                 |
| 59        | Polen          | Piotr Jarecki          | 1:22,39,4 | + 9.51,4  |                 |
| 60        | Belarus        | Aliaksei Hubenka       | 1:22.53,1 | + 10.05,2 |                 |
| 61        | Slovakien      | Jachym Cenek           | 1:24.29,6 | + 11.41,7 |                 |
| 62        | Belarus        | Yahor Kazak            | 1:24.35,7 | + 11.47,8 |                 |
| 63        | Danmark        | Magnus Tobiassen       | 1:24.36,3 | + 11.48,4 |                 |
| 64        | Kazakstan      | Almas Karimov          | 1:26.12,2 | + 13.24,3 |                 |
| 65        | Ukraina        | Oleksii Zhuvaha        | 1:26.46,9 | + 13.59,0 |                 |
| 66        | Belgien        | Mathis Poutot          | 1:29.14,9 | + 16.27,0 |                 |
| 67        | Spanien        | Bernat Selles Gasch    | 1:31.49,6 | + 19.01,7 |                 |
| --        | Ukraina        | Dmytro Romanchenko     | --        | --        | Varvad          |
| --        | Belarus        | Hleb Shakel            | --        | --        | Varvad          |
| --        | Kazakstan      | Didar Kassenov         | --        | --        | Fullföljde inte |
| --        | Österrike      | Florian Ganner         | --        | --        | Fullföljde inte |
| --        | Slovenien      | Anze Gros              | --        | --        | Fullföljde inte |
| --        | Andorra        | Quim Grioche           | --        | --        | Fullföljde inte |
| --        | Bolivia        | Paolo Vargas           | --        | --        | Fullföljde inte |